# Dalijat ar-Rauha
Dalijat ar-Rauha (arab. ‏دالية الروحاء‎) – nieistniejąca już arabska wieś, która była położona w Dystrykcie Hajfy w Mandacie Palestyny. Została wyludniona i zniszczona podczas wojny domowej w Mandacie Palestyny, po ataku żydowskiej Hagany w dniu 14 kwietnia 1948 roku.

## Położenie
Dalijat ar-Rauha leżała w środkowej części płaskowyżu Manassesa. Wieś była położona na wysokości 200 metrów n.p.m., w odległości 25 kilometrów na południowy wschód od miasta Hajfa. Według danych z 1945 roku do wsi należały ziemie o powierzchni 1000,8 ha. We wsi mieszkało wówczas 600 osób, w tym 320 Żydów.
| własność gruntów | powierzchnia gruntów (hektary) |
| ---------------- | ------------------------------ |
| Arabowie         | 17,8                           |
| Żydzi            | 961,4                          |
| publiczne        | 21,6                           |
| Razem            | 1000,8                         |

| Rodzaj użytkowanych gruntów | Arabowie (hektary) | Żydzi (hektary) |
| --------------------------- | ------------------ | --------------- |
| uprawy nawadniane           | 9,8                | -               |
| uprawy zbóż                 | 5,6                | 959,5           |
| zabudowane                  | 2,4                | 1,9             |
| nieużytki                   | 21,6               | -               |

## Historia
Brak informacji o dacie założenia wioski Dalijat ar-Rauha. Wiadomo, że w 1281 roku sułtan Kalawun stoczył w jej pobliżu bitwę z wojskami krzyżowców. Według egipskiego historyka al-Maqrizi, obie strony podpisały we wsi traktat o tymczasowym pokoju (hudna). W wyniku I wojny światowej, w 1918 roku cała Palestyna przeszła pod panowanie Brytyjczyków, którzy utworzyli Mandat Palestyny. W okresie panowania Brytyjczyków Dalijat ar-Rauha była dużą wsią, której mieszkańcy utrzymywali się z upraw zbóż. W latach 30. XX wieku okoliczne ziemie wykupiły od Arabów żydowskie organizacje syjonistyczne. Dzięki temu w dniu 1 maja 1939 roku został założony kibuc Dalijja. Swoją nazwę zaczerpnął on od sąsiedniej wioski Dalijat ar-Rauha.

Przyjęta 29 listopada 1947 roku Rezolucja Zgromadzenia Ogólnego ONZ nr 181 zakładała podział Palestyny na dwa państwa: żydowskie i arabskie. Plan podziału przyznawał obszar wioski Dalijat ar-Rauha państwu żydowskiemu. Żydzi zaakceptowali plan podziału, jednak Arabowie doprowadzili dzień później do wybuchu wojny domowej w Mandacie Palestyny. Od samego początku wojny wieś była wykorzystywana przez arabskie milicje, które sparaliżowały żydowską komunikację w regionie. W styczniu 1948 roku syjonistyczny działacz Josef Weitz wezwał do usunięcia mieszkańców z arabskich wiosek Dalijat ar-Rauha i al-Butajmat. W dniu 1 marca 1948 roku wieś zajęły siły żydowskiej Hagany, jednak później ją opuściły. W dniu 4 kwietnia 1948 roku siły Arabskiej Armii Wyzwoleńczej zaatakowały pobliski kibuc Miszmar ha-Emek, rozpoczynając dziesięciodniową bitwę o Miszmar ha-Emek. Żydzi po odparciu napaści, zdołali przejść do kontrataku i 14 kwietnia zdobyli Dalijat ar-Rauha. Wysiedlono wówczas wszystkich jej mieszkańców, a następnie na początku czerwca wyburzono domy.

## Miejsce obecnie
Teren wioski Dalijat ar-Rauha został zajęty przez strefę przemysłową sąsiedniego kibucu Dalijja. Palestyński historyk Walid Chalidi, tak opisał pozostałości wioski Dalijat ar-Rauha: „Widoczny jest gruz kamiennych domów, pokryty brudem, krzewami i cierniami ... Kilka kilometrów na północ widoczne są rozrzucone kamienie ... najprawdopodobniej są to pozostałości cmentarza wioski. W wadi, na południowym skraju osady są ściany domu z kamienną posadzkę”.